# Andrés Scotti Ponce de León
Andrés Scotti Ponce de León (Montevideo, Uruguai, 14 de desembre del 1975) és un exfutbolista professional uruguaià que jugava de defensa central o lateral. Fou internacional 40 vegades amb la selecció de l'Uruguai a partir del 2006.